# Blew
Blew är det amerikanska grungebandet Nirvanas första EP, släppt i november 1989 via skivbolaget Tupelo Recording Company. Efter att Nirvana hade lanserat sitt debutalbum Bleach valde de att ge sig ut på sin första Europaturné, med början den 23 oktober 1989. För att marknadsföra denna turné bestämde de sig för att spela in en EP och studion The Music Source i Seattle, Washington bokades i september 1989 tillsammans med producenten Steve Fisk. Inspelningssessionerna var till viss del problematiska på grund av bandets långsamma inspelningstempo samt att deras instrument och utrustning var i dåligt skick. Trots detta var Nirvana nöjda med de låtar de spelade in.
Blew lanserades i en upplaga begränsad till 3 000 kopior, men EP:n var ändå väldigt eftertraktad i Storbritannien vid dess lansering och den sålde tillräckligt bra för att hamna på plats 1 på UK Indie Chart i januari 1990. "Blew", låten vars titel EP:n har namngetts efter, var en av få låtar från Bleach som Nirvana fortsatte att uppträda med under hela sin aktiva tid och den spelades under bandets sista konsert någonsin den 1 mars 1994.

## Bakgrund och inspelning

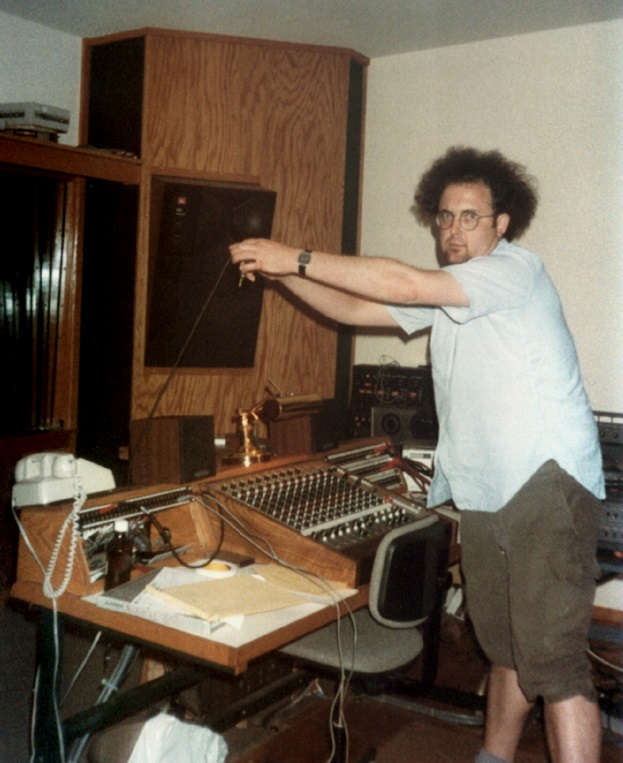
Inspelningssessionerna för Blew ägde rum i september 1989 tillsammans med producenten Steve Fisk.

Nirvana hade den 15 juni 1989 lanserat sitt debutalbum Bleach och även om albumet till en början inte var en kommersiell framgång ledde den till att bandet uppmärksammades i större utsträckning än tidigare. Nirvana skulle med början den 23 oktober 1989 ge sig ut på sin första Europaturné och för att marknadsföra denna turné bestämde de sig för att spela in en EP. Bandet bokade studion The Music Source i Seattle, Washington för tre kvällar i september 1989 tillsammans med producenten Steve Fisk.
Inspelningssessionerna var i viss mån problematiska. Fisk har sagt att Nirvana var långsamma på att spela in och de tog gärna tid att samtala med varandra mellan tagningarna. Inspelningen av "Polly", en låt som i slutändan inte kom med på Blew, var särskilt komplicerad för bandet främst då de inte lyckades hålla samma tempo. Nirvanas instrument var även i dåligt skick eftersom bandet brukade avsluta sina uppträdanden med att slå sönder dessa. Till exempel var Chad Channings trumset lagat med vävtejp och Krist Novoselic tillbringade flera timmar med att försöka laga en förstärkare till sin elbas. Utöver detta var elbasen också defekt och av de två högtalare som fanns tillgängliga fungerade endast den ena, men inte på ett fullgott sätt.
Veckan efter inspelningssessionerna lades gitarrsolon till på "Stain" och ett bassolo på "Been a Son". Kurt Cobain sjöng även in en andra stämma för dessa låtar. Meningen var att Nirvana skulle återkomma till studion kort därefter för att komplettera de resterande låtar de hade spelat in, men det blev aldrig av. Trots detta var bandet nöjda med de låtar de hade spelat in. Tre av låtarna från inspelningssessionerna ("Polly", "Even in His Youth" och "Token Eastern Song") valdes bort från EP:n och istället valdes låtarna "Blew", som tidigare hade spelats in för och släppts på Bleach, samt "Love Buzz", som tidigare hade släppts som bandets första singel, ut för Blew.

## Komposition och låttext
Under inspelningen av Bleach sänkte Cobain och Novoselic tonarten på sina gitarrer och de benämnde musikstilen för "doom pop". Tonarten höjdes senare igen, men "Blew" kvarstod som den enda låt på albumet som fick behålla denna sänkta tonart. I Nirvanas coverversion av "Love Buzz" valdes en av verserna bort från låten jämfört med Shocking Blues originalversion från 1969. Cobain har senare sagt sig vara missnöjd med kompositionen av låten och han kallade inspelningen av "Love Buzz" för "mesig". Versionen av "Been a Son" som kom med på Blew hyllades av Kurt St. Thomas och Troy Smith i boken Nirvana: The Chosen Rejects som den "avgörande tagningen" eftersom den enligt författarna innehöll Nirvanas signatursound samt att Novoselics bassolo var mer framträdande där än i andra versioner av låten. Daniel Epstein från Rolling Stone ansåg att "Been a Son" var inspirerad av The Vaselines poppunkstil och han tolkade låttexten som att den syftade till Cobains ansträngda relation med sin far. Epstein tyckte att "Stain" var fylld med Cobains självförakt som visade på hans utanförskap. Epstein jämförde låten med "Negative Creep" från Bleach även om han ansåg att "Stain" inte nådde samma musikaliska klass.

## Lansering och eftermäle
Blew lanserades i november 1989 i Storbritannien via Tupelo Recording Company även om EP:n senare även distribuerades i USA. Blew släpptes som 12"-vinylskiva och CD i en upplaga begränsad till 3 000 kopior. EP:ns arbetsnamn var Winnebago. De bootlegversioner av Blew som finns tillgängliga har en vinylskiva som är i en annan färg än svart, då Tupelo Recording Company endast distribuerade EP:n med svarta vinylskivor. Blew var väldigt eftertraktad i Storbritannien vid dess lansering och EP:n sålde tillräckligt bra för att hamna på plats 1 på UK Indie Chart i januari 1990. Fotografierna på omslaget av Blew är tagna av Cobains dåvarande flickvän Tracy Marander, där fotografiet på baksidan visar en undersökningsbrits hos Maranders gynekolog. Fotografiet på framsidan är från Nirvanas konsert i Lindbloom Student Center på Green River College i Auburn, Washington, USA den 26 maj 1989.
Novoselic har sagt att "Blew" är hans personliga favoritlåt på Bleach och institutionen Rock and Roll Hall of Fame and Museum placerade låten på plats 2 på deras lista "10 Essential Nirvana Songs". "Blew" var en av få låtar från albumet som Nirvana fortsatte att uppträda med under hela sin aktiva tid; låten var den näst sista som bandet spelade under sin sista konsert någonsin, vilken ägde rum i München, Tyskland den 1 mars 1994.

## Låtlista
Alla låtar är skrivna och komponerade av Kurt Cobain, om inte annat anges. 
| Nr           | Titel        | Kompositör         | Längd |
| ------------ | ------------ | ------------------ | ----- |
| 1.           | Blew         |                    | 2:56  |
| 2.           | Love Buzz    | Robbie van Leeuwen | 3:36  |
| 3.           | Been a Son   |                    | 2:22  |
| 4.           | Stain        |                    | 2:38  |
| Total längd: | Total längd: | Total längd:       | 11:32 |

## Medverkande
- Kurt Cobain – sång och sologitarr (skrivet som Kurdt Kobain)
- Krist Novoselic – elbas
- Chad Channing – trummor

### Övriga medverkande
- Steve Fisk – producent för "Been a Son" och "Stain"
- Jack Endino – producent för "Blew" och "Love Buzz"
- Tracy Marander – fotografi
- Lisa Orth – design

## Topplistor
| Land eller världsdel | Högsta listplacering |
| -------------------- | -------------------- |
| Storbritannien       | 1                    |